# Архипелаг (издательство)
«Архипела́г» — российское издательство, выпускающее книги для родителей, дошкольников и младших школьников.
Издательство основано в 2018 году в Москве.
Сооснователями являются Светлана Смольнякова и Михаил Лукашевич. Лукашевич также занимает должность главного редактора издательства.

## История
Издательство начало работу с серии альбомов для творчества «Море идей». В дальнейшем были запущены художественные и познавательные серии для детей дошкольного и младшего школьного возраста..

## Деятельность
«Архипелаг» выпускает художественную и научно-популярную литературу для детей о природе, экологии, искусстве, технике, мифах и научных открытиях. Издательство публикует в том числе комиксы, мастер-классы, книги-игры, сборники упражнений для развития речи и мышления.
В издательстве выходят серии «Море идей», «Малышки-эрудишки», «Великолепная десятка», «Математика на колёсиках», «Чудеса для малыша», «Детский сад на колёсиках», «Сказки переулка Строителей» и другие.
В числе авторов издательства Зуля Стадник, Майя Бессонова, Юлия Кузнецова, Ирина Иванникова, Ирина Пивоварова, Дарья Миронова, Юлия Савенкова, Виктория Топоногова, Михаил Лукашевич, Нина Павлова, Марина Тараненко.
Издательство участвует в книжных и культурных мероприятиях, включая ежегодную акцию «Библионочь», фестиваль на Красной площади, ярмарку Non/fiction, Международную ярмарку детской книги в Шанхае, Istanbul Publishing Fellowship, а также Всероссийский фестиваль семейного чтения #ЧитайФест и мероприятия, организованные Российской государственной детской библиотекой.
Рецензии на издания «Архипелага» публиковались в СМИ, специализирующихся на детской литературе, таких как Mel.fm, Папмамбук, Snob.ru, Ревизор.ру, Библиогид.

## Награды
Книги и иллюстрации издательства «Архипелаг» включались в списки участников и финалистов профессиональных конкурсов.
В 2020 году книга Зули Стадник «Крыши летят!» вошла в лонг-лист Премии Правительства Москвы им. К. Чуковского.
В 2021 году книга Нины Павловой «Марфа из Сосновки» попала в шорт-лист той же премии, а художник Андрей Крысов получил диплом Международного конкурса книжной иллюстрации и дизайна «Образ книги». Также «Марфа из Сосновки» была включена в лонг-лист премии «Большая сказка». Книга Михаила Лукашевича «Очумелый Птиц» вошла в шорт-лист премии им. Чуковского. Иллюстрации к другим книгам издательства — «Лебеднадцать лебедей…» (Алиса Сербиненко), «За волной волна» (Анастасия Орлова), «Карусельный король» (Наталья Шило) — получили дипломы «Образ книги». Зина Сурова за иллюстрации к изданию «Русские народные загадки…» стала лауреатом «Образ книги» и получила диплом Ассоциации книгоиздателей. Кроме того, книга «Лебеднадцать лебедей и чаексят чаек» была включена в каталог «100 лучших новых книг для детей и подростков — 2021».
В 2022 году в лонг-лист премии «Большая сказка» вошла книга «Сирены, кентавры, горгоны…», а «Щенок Йожик…» — в её шорт-лист. За иллюстрации к последней художник Светлана Короткова получила диплом «Образ книги». Книги «Марфа из Сосновки» и «Очумелый Птиц» также были включены в лонг-лист премии им. С. Я. Маршака.
В 2023 году книга Ирины Иванниковой «Идём в театр!» вошла в шорт-лист премии им. Маршака, а «Первая четверть» Нины Павловой — в шорт-лист Национальной премии в области детской литературы. Дипломы конкурса «Образ книги» получили Дарья Беклемешева (за иллюстрации к книге «Змеи. Великолепная десятка»), Светлана Короткова (за «Венок из колокольчиков») и Диана Лапшина (за «Детский сад на колёсиках и Новый год»).
В 2025 году книга «Синее перо. По Ладоге на лодке» (авторы — Зина и Филипп Суровы, художник — Зина Сурова) получила диплом конкурса «Художник Non/fiction» на Московской международной книжной ярмарке.